# Parafia św. Michała Archanioła w Mordach
Parafia Świętego Michała Archanioła w Mordach – parafia rzymskokatolicka w dekanacie łosickim.
Parafia założona w 1408 roku. Obecny kościół parafialny wybudowany w 1737 roku został w stylu barokowym z inicjatywy Baltazara Ciecierskiego, podczaszego drohiczyńskiego, konsekrowany w 1739 roku przez bpa Andrzeja Załuskiego. Mieści się przy ulicy Kardynała Stefana Wyszyńskiego. 
Do parafii należą wierni z miejscowości: Mordy, Cierpigórz, Głuchów, Głuchówek, Klimonty, Pieńki Wyczólskie, Rogóziec, Sosenki, Stara Wieś, Stok Ruski, Suchodół Wielki, Wojnów, Wólka Soseńska i  Wyczółki.